# Belchite
Belchite è un comune spagnolo di 1 671 abitanti situato nella comunità autonoma dell'Aragona.
Belchite ha dato il nome alla comarca del Campo de Belchite, della quale è il capoluogo.
Già occupata dai golpisti franchisti durante la Guerra Civile Spagnola, nella battaglia di Belchite venne assediata e conquistata dai repubblicani.  L'assedio iniziò il 22 agosto 1937 e finì il 5 settembre 1937. Tra i corrispondenti di guerra, vi fu anche Ernest Hemingway che documentò la distruzione
Come conseguenza della battaglia, il paese rimase completamente distrutto, sebbene fino ad allora era arrivato ad essere una cittadina di una certa importanza, che ospitò anche due monasteri e diverse chiese. Franco decise di ricostruire Belchite proprio di fianco, lasciando le rovine del vecchio paese come ricordo del combattimento.  A lavorare per la ricostruzione del nuovo villaggio furono principalmente prigionieri repubblicani, per i quali venne creato un campo di concentramento nelle vicinanze, che rimase in funzione dal 1940 al 1945 e i cui resti si conservano ancora.  Fino a mille prigionieri vennero rinchiusi contemporaneamente nel campo.
Gli ultimi abitanti della vecchia Belchite abbandonarono le rovine nel 1964, per stabilirsi nel nuovo paese.
Belchite fu insignita da Franco della più alta onorificenza militare spagnola, la Cruz Laureada de San Fernando, con la motivazione: